# Gouville-sur-Mer
Gouville-sur-Mer település Franciaországban, Manche megyében. Lakosainak száma 2034 fő (2018. január 1.). Gouville-sur-Mer Anneville-sur-Mer, Blainville-sur-Mer, Geffosses, Montsurvent, Brainville, Gratot és Servigny községekkel határos.

## Népesség
A település népességének változása:
| Lakosok száma | 1997 | 2013 | 2342 | 2020 | 2034 |
|               | 2013 | 2015 | 2016 | 2017 | 2018 |